# Estación de Torremolinos
La estación de Torremolinos es una estación de ferrocarril subterránea situada en el centro urbano de la ciudad española homónima, en la provincia de Málaga, comunidad autónoma de Andalucía. Forma parte de la línea C-1 de Cercanías Málaga. 
Es accesible desde la plaza de la Nogalera. Actualmente es accesible para personas con movilidad reducida, debido a la instalación de ascensores en 2022.

## Situación ferroviaria
Se encuentra en la línea férrea de ancho ibérico que une Málaga con Fuengirola, pk. 15,3.

## Servicios ferroviarios

### Cercanías
Forma parte de la línea C-1 de Cercanías Málaga. Con una frecuencia media de 20 minutos, pasa un tren que une Torremolinos con Málaga (en 26 min.) o con Fuengirola (en 23), estando por tanto esta estación casi en el ecuador de la línea en lo que a tiempo de recorrido se refiere.

## Conexiones

### Autobuses urbanos
Tiene conexión con la estación la línea L-2 de los autobuses urbanos de la ciudad.

### Autobuses interurbanos
En las cercanías de esta estación dan servicio algunas líneas adscritas al Consorcio de Transporte Metropolitano del Área de Málaga:
- Línea M-110 Málaga-Benalmádena Costa.
- Línea M-112 Málaga-Mijas.
- Línea M-120 Torremolinos-Fuengirola.
- Línea M-121Torremolinos-Benalmádena-Mijas.
- Línea M-123 Churriana-Torremolinos-Benalmádena Costa.
- Línea M-124Carola-Torremolinos.
- Línea M-125 Torremolinos-Patronato.
- Línea M-126 Benalmádena-Torremolinos.
- Línea M-128 Aeropuerto-Torremolinos-Benalmádena Costa.
- Línea M-130 Málaga-Marbella.

## Galeria

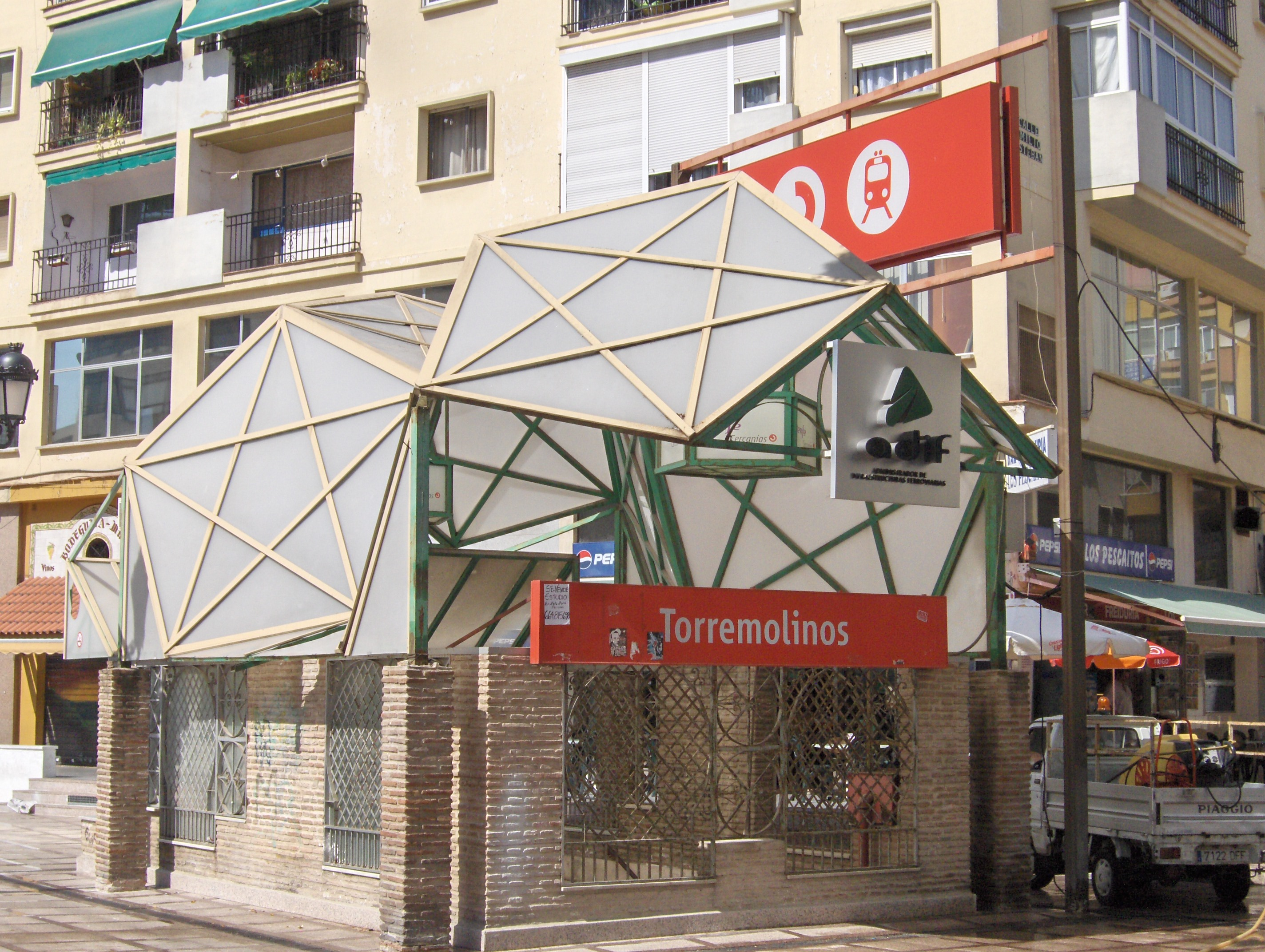
Acceso a la estación con su peculiar cubierta.
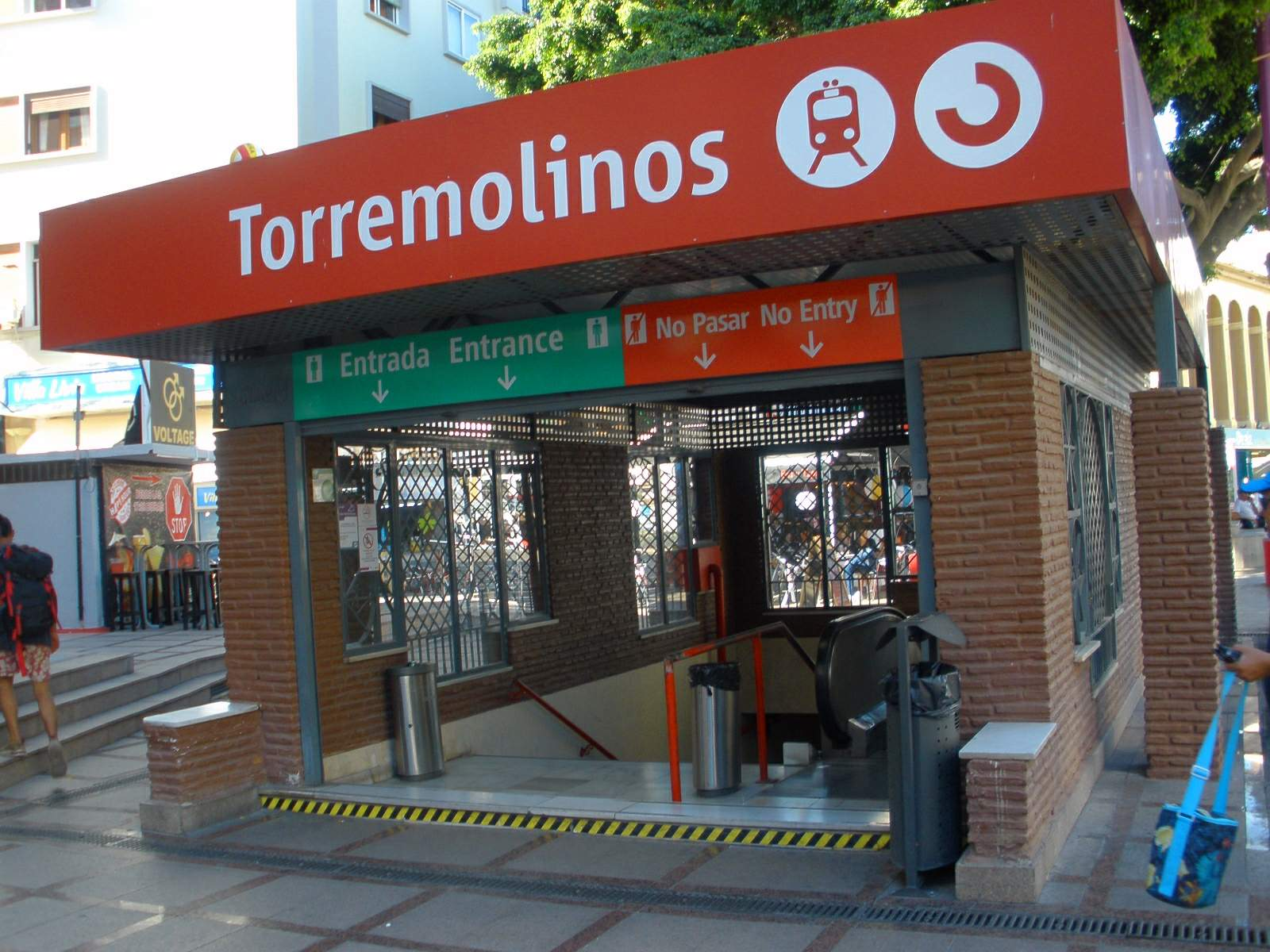
Acceso a la estación tras la retirada de la antigua cubierta, se mantuvo así hasta antes de comenzar su reforma para proporcionar accesibilidad a la estación.